# Nick ter Wal
Nick ter Wal (1983) is een weblogger, publicist en antiquaar uit de Nederlandse stad Groningen.

## Loopbaan
Ter Wal studeerde Nederlandse taal- en letterkunde aan de Universiteit Groningen, maar maakte zijn studie niet af. Hij werkte in 2007 en 2008 eerst als antiquaar bij De Slegte, van 2008-2019 bij het antiquariaat van Fokas Holthuis en begon in dat laatste jaar in Groningen zijn eigen antiquariaat, Artistiek Bureau genaamd.

### Tijdschriftredacteur en publicist
Hij was tussen 2007 en 2012 medewerker van het literaire tijdschrift Tzum, sinds 2009 was hij redacteur. Vanaf 2005 publiceert hij in het tijdschrift over boek en prent De Boekenwereld, waarvan hij van 2011-2013 redactiesecretaris was. 
In 2008 stelde Ter Wal een bloemlezing mee samen uit het dichtwerk van A. Marja (Ergens halverwege zweven) die in 2010 werd gevolgd door Geen mooij-schrijverij voor u en mij! 92 opdrachtexemplaren van A. Marja waarin hij 92 handgeschreven opdrachten van de dichter in zijn boeken beschreef. In 2012 publiceerde hij, samen met Roos Custers, een literaire wandelgids voor Groningen en Haren: Literaire wandeling Groningen. Door gevleugelde voeten betreden (Groningen, kleine Uil, 2012). In 2018 kwam het boek De schrijfmachine. Portret van Ferdinand Langen uit. Hij was in staat dit boek te maken omdat in 2017 door de gemeente Groningen het Hendrik de Vriesstipendium aan hem was toegekend.

### Weblogger
Ter Wal werd bekend als blogger van het weblog Artistiek Bureau waarin (soms obscure) schrijvers en dichters en het boek centraal staan. Erkenning voor zijn werk als blogger kwam er in 2012 toen hem de Menno Hertzberger Aanmoedigingsprijs werd toegekend, die op 15 november van dat jaar werd uitgereikt in de Haagse Koninklijke Bibliotheek. Zes jaar later beëindigde hij zijn blog.

### Drukker-uitgever
Sinds 2004 is Ter Wal actief als uitgever en drukker. Hij geeft handgedrukte publicaties uit via zijn uitgeverij "PS". De eerste uitgave ervan, nog zonder die naam, was Couperus, een druksel van het "ikje" dat gepubliceerd was in NRC Handelsblad. Hij gaf daarna werk uit van onder anderen Menno Wigman (2007-2012), Gerrit Komrij (2009) en Twee nagelaten gedichten van Hans Warren (2011). Daarnaast geeft hij als uitgever opdrachten aan andere marginale drukkers, zoals de Triona Pers en de Carbolineum Pers.

## Nanne Tepper
Ter Wal verzorgde het boek De kunst is mijn slagveld, een uitgave (in 2016) van de brieven van Nanne Tepper, een Groningse schrijver die de belofte van een grote literaire toekomst na zijn bekroonde debuut De eeuwige jachtvelden niet had waargemaakt. Ter Wal maakte de selectie en zorgde voor een inleiding annex verantwoording. Dit boek sloeg aan vanwege de stijl van de brieven en de veelzijdige aandacht voor moderne en klassieke kunst.